# Cimetière de Vémars
Le cimetière de Vémars est un petit cimetière de campagne situé à Vémars dans le Val-d'Oise.

## Historie et description
Sa partie la plus ancienne abrite encore quelques tombes et chapelles du XIXe siècle dont celle remarquable sous un obélisque de la famille Blondel-Charpentier-Bailly. La partie moderne aux tombes uniformes accueille la tombe de granite de l'écrivain prix Nobel de littérature, François Mauriac (1885-1970). Son épouse possédait à Vémars le petit château de la Motte (devenu la mairie de la commune), construit en 1882, où l'écrivain et sa famille, qui demeuraient à Paris, passaient des week-ends et de petites vacances.

## Personnalités
- Famille Gay-Lussac, descendants de Gay-Lussac : Bruno (1918-1995), Marie-Thérèse (1890-1984), Roger (1888-1968), etc.
- François Mauriac (1885-1970), inhumé à droite de l'allée centrale avec son épouse née Jeanne Lafon (décédée en 1983), sa fille Claire Wiazemsky (décédée en 1992, mère de Wiaz et d'Anne Wiazemsky), sa fille Lucie Le Ray (décédée en 2011), son gendre le général Alain Le Ray (décédé en 2007), son fils Jean (décédé en 2020) avec son épouse Caroline (décédée en 2011).

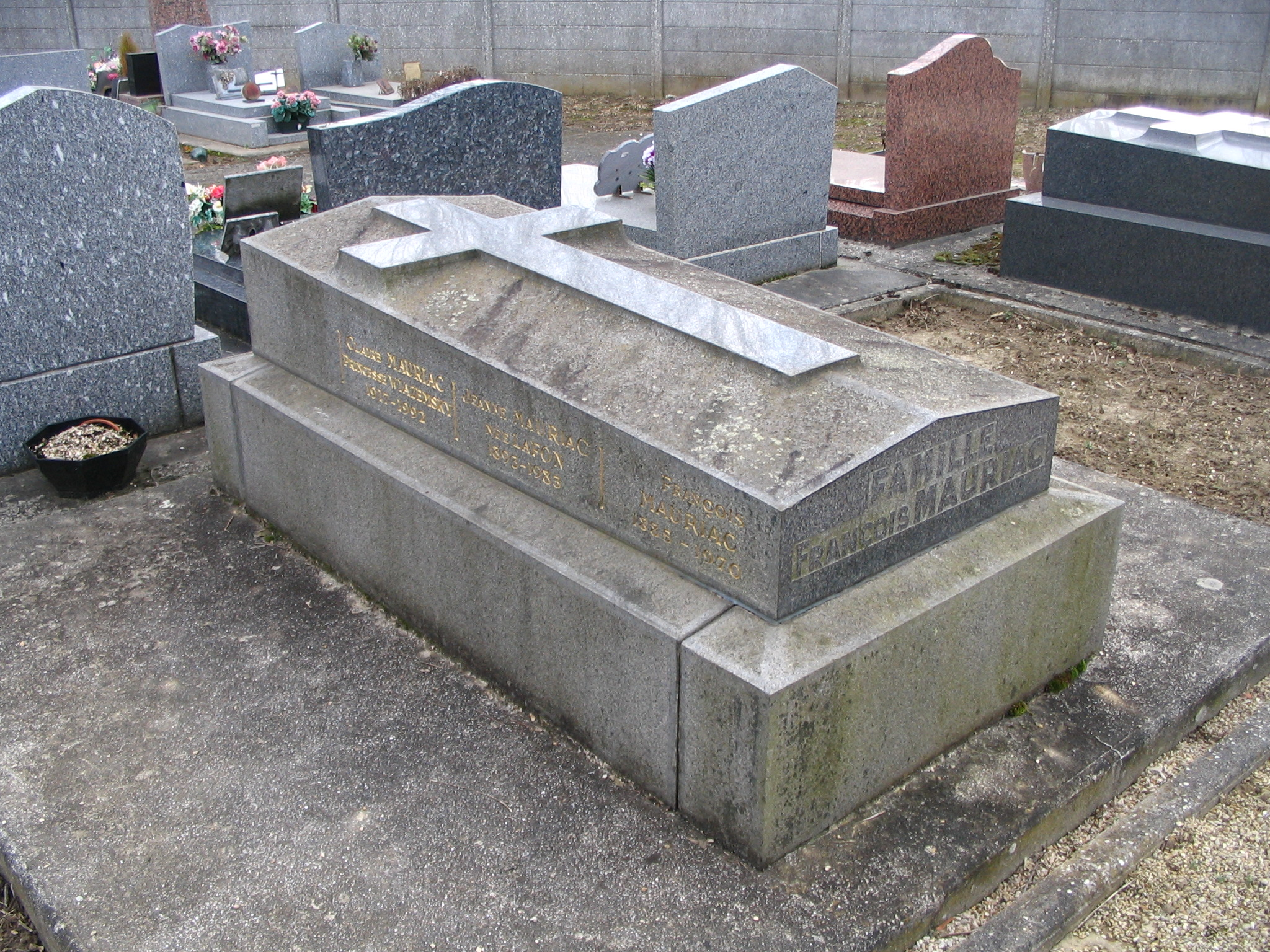
Tombe de François Mauriac et de sa famille.

## Illustrations

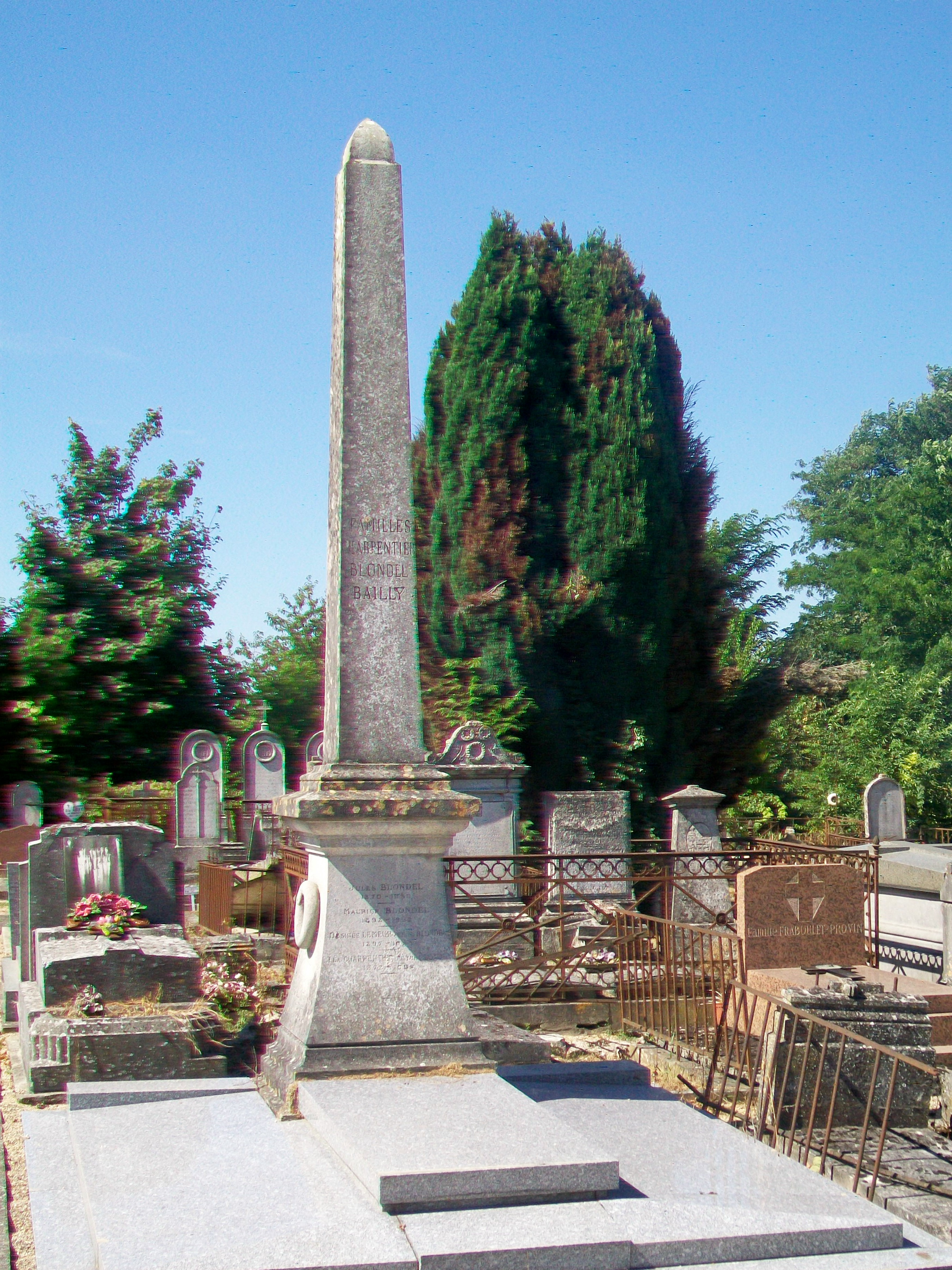
Sépulture Blondel-Charpentier-Bailly
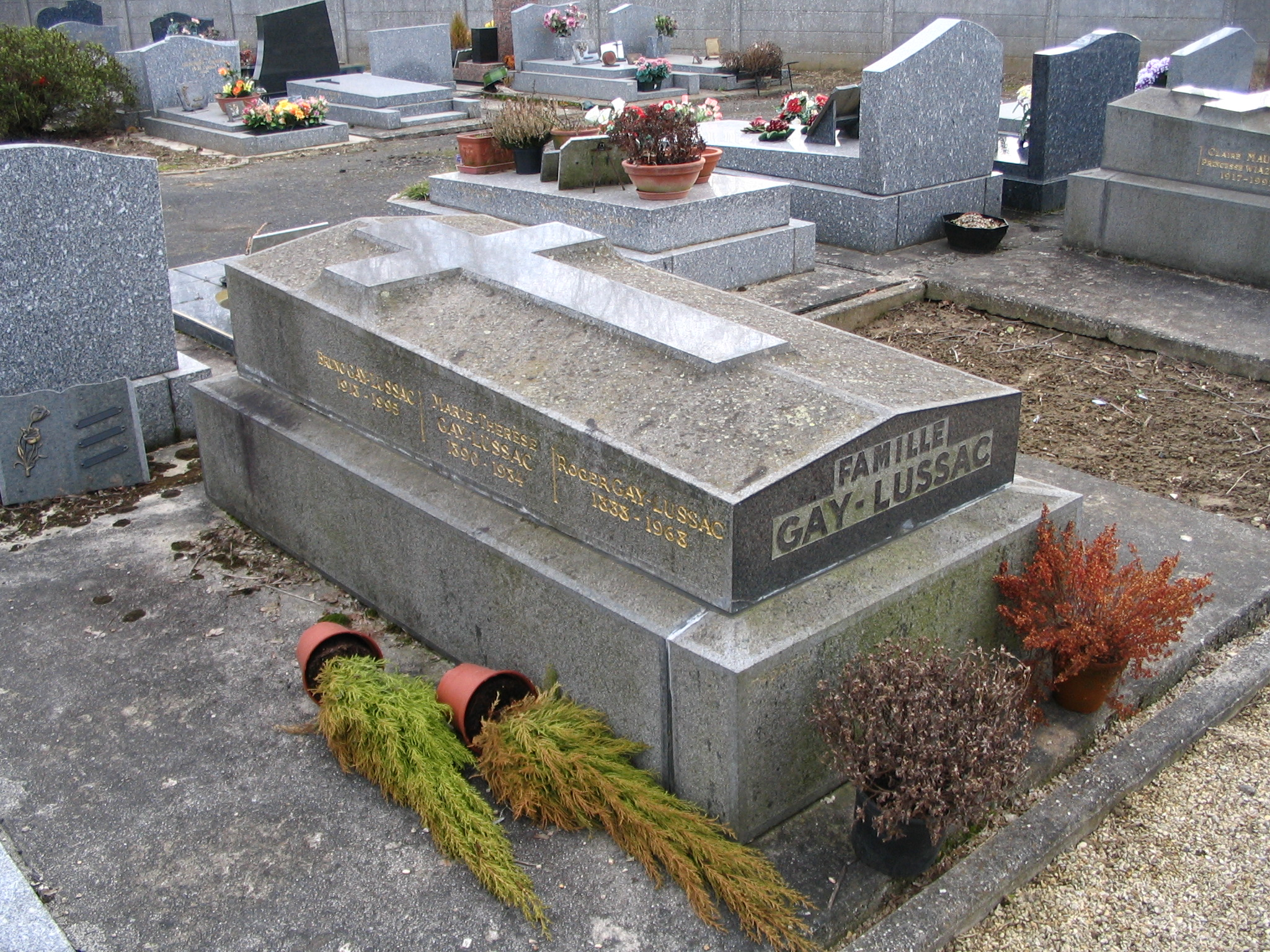
Tombe Gay-Lussac